# Пасленк (гміна)
Гмі́на Па́сленк (пол. Gmina Pasłęk) — місько-сільська гміна у північній Польщі. Належить до Ельблонзького повіту Вармінсько-Мазурського воєводства.
Станом на 31 грудня 2011 у гміні проживало 19716 осіб.

## Територія
Згідно з даними за 2007 рік площа гміни становила 264.39 км², у тому числі:
- орні землі: 74.00%
- ліси: 14.00%

Таким чином, площа гміни становить 18.48% площі повіту.

## Населення
Станом на 31 грудня 2011:
| Опис     | Загалом | Загалом | Чоловіки | Чоловіки | Жінки | Жінки |
| -------- | ------- | ------- | -------- | -------- | ----- | ----- |
| одиниця  | осіб    | %       | осіб     | %        | осіб  | %     |
| все      | 19716   | 100     | 9663     | 49.01    | 10053 | 50.99 |
| міське   | 12384   | 100     | 5951     | 48.05    | 6433  | 51.95 |
| сільське | 7332    | 100     | 3712     | 50.63    | 3620  | 49.37 |

## Сусідні гміни
Гміна Пасленк межує з такими гмінами: Вільчента, Ґодково, Ельблонґ, Малдити, Мілеєво, Млинари, Моронґ, Рихлики.